# الدوري البلجيكي الدرجة الأولى 2017–18
الدوري البلجيكي لكرة القدم 2017–18 هو الموسم رقم 115 للدوري البلجيكي الممتاز والذي يتنافس من خلاله 16 فريقًا. بدأ هذا الموسم في 28 يوليو 2017 وأنتهى في 20 مايو 2018. تم الإعلان عن جدول المباريات في أوائل يونيو 2017. أندرلخت هو حامل اللقب.
فاز نادي كلوب بروج باللقب.

## الإحصائيات

### قائمة الهدافين
آخر تحديث 23 مايو 2018..
| # | اللاعب           | النادي          | الأهداف |
| - | ---------------- | --------------- | ------- |
| 1 | حمدي الحرباوي    | زولته فاريجيم   | 22      |
| 2 | تيدي شوفالييه    | كورتريك         | 21      |
| 3 | إسحاق كيزه ثيلين | فاسلاند بيفيرين | 19      |
| 4 | كاوه رضائي       | رويال شارلروا   | 16      |
| 5 | لوكاس تيودورزيك  | رويال أندرلخت   | 15      |
| 5 | عبد الله ديابي   | كلوب بروج       | 15      |